# Zołcza-Ugory
Zołcza-Ugory (do 2012 Żółcza) – wieś w Polsce położona w województwie świętokrzyskim, w powiecie buskim, w gminie Pacanów.
| SIMC    | Nazwa    | Rodzaj  |
| ------- | -------- | ------- |
| 0259330 | Gołożyny | kolonia |
| 0259347 | Ugory    | kolonia |

W latach 1975–1998 miejscowość położona była w województwie kieleckim.